# Arquidiócesis de Bangalore
La arquidiócesis de Bangalore (en latín: Archidioecesis Bangalorensis y en inglés: Roman Catholic Archdiocese of Bangalore) es una circunscripción eclesiástica de la Iglesia católica en India. Se trata de una arquidiócesis latina, sede metropolitana de la provincia eclesiástica de Bangalore. Desde el 12 de noviembre de 2020 su arzobispo es Raphy Manjaly.

## Territorio y organización

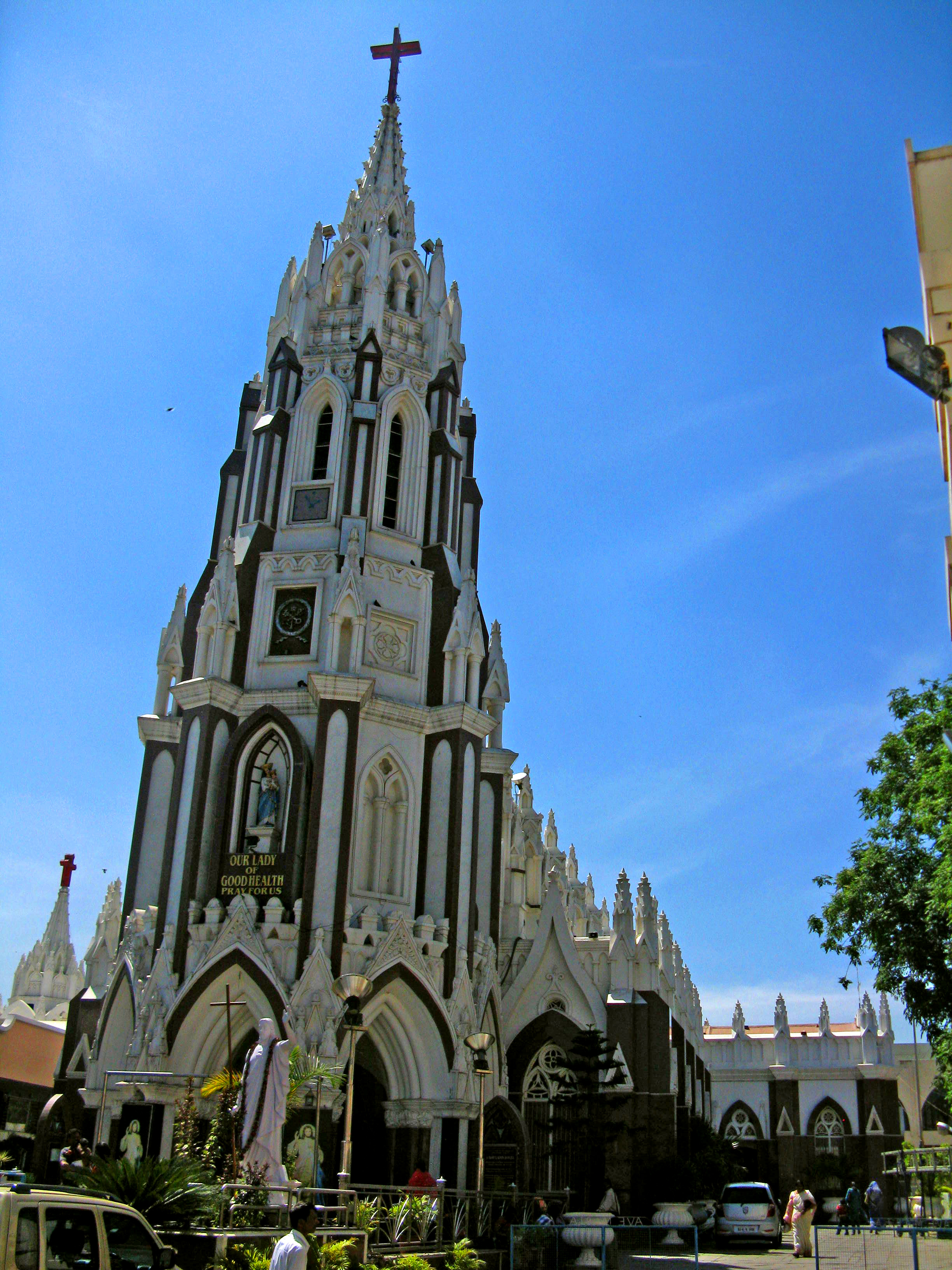
Basílica menor de Santa María, en Bangalore

La arquidiócesis tiene 27 123 km² y extiende su jurisdicción sobre los fieles católicos de rito latino residentes en los distritos del estado de Karnataka de: Bangalore (urbano y rural), Ramanagara, Chikballapur, Kolar y Tumkur.
La sede de la arquidiócesis se encuentra en la ciudad de Bangalore, en donde se halla la Catedral de San Francisco Javier, la excatedral de San Patricio y la basílica menor de Santa María.
La arquidiócesis tiene como sufragáneas a las diócesis de: Belgaum, Bellary, Chikmagalur, Gulbarga, Karwar, Mangalore, Mysore, Shimoga y Udupi.
En 2020 en la arquidiócesis existían 126 parroquias. 

## Historia
Bangalore fue la primera sede de los obispos de la diócesis de Mysore; la catedral de esta diócesis fue la iglesia de San Patricio, donde fueron enterrados los cinco primeros obispos de Mysore, pertenecientes a la Sociedad de las Misiones Extranjeras de París.
La diócesis de Bangalore fue erigida el 13 de febrero de 1940 con la bula Felicius increscente del papa Pío XII, obteniendo el territorio de la diócesis de Mysore.
El 19 de septiembre de 1953 fue elevada al rango de arquidiócesis metropolitana con la bula Mutant res por el papa Pío XII.
El 14 de noviembre de 1988 cedió una parte de su territorio para la erección de la diócesis de Shimoga mediante la bula Id spectantes del papa Juan Pablo II.

## Estadísticas
Según el Anuario Pontificio 2021 la arquidiócesis tenía a fines de 2020 un total de 392 240 fieles bautizados.
| Año                                                                             | Población            | Población  | Población      | Sacerdotes | Sacerdotes    | Sacerdotes    | Bautizados por sacerdote | Diáconos permanentes | Religiosos | Religiosos | Parroquias |
| Año                                                                             | Bautizados católicos | Total      | % de católicos | Total      | Clero secular | Clero regular | Bautizados por sacerdote | Diáconos permanentes | Varones    | Mujeres    | Parroquias |
| ------------------------------------------------------------------------------- | -------------------- | ---------- | -------------- | ---------- | ------------- | ------------- | ------------------------ | -------------------- | ---------- | ---------- | ---------- |
| 1950                                                                            | 76 716               | 4 700 000  | 1.6            | 91         | 66            | 25            | 843                      |                      | 36         | 432        | 28         |
| 1959                                                                            | 95 027               | 6 200 000  | 1.5            | 183        | 78            | 105           | 519                      |                      | 159        | 576        | 37         |
| 1970                                                                            | 133 827              | 6 257 670  | 2.1            | 261        | 103           | 158           | 512                      |                      | 641        | 1042       | 46         |
| 1980                                                                            | 193 043              | 8 596 000  | 2.2            | 290        | 94            | 196           | 665                      | 5                    | 567        | 1625       | 56         |
| 1988                                                                            | 262 350              | 13 446 500 | 2.0            | 372        | 94            | 278           | 705                      |                      | 931        | 4166       | 78         |
| 1999                                                                            | 278 323              | 19 437 773 | 1.4            | 537        | 98            | 439           | 518                      |                      | 1433       | 4165       | 89         |
| 2000                                                                            | 332 120              | 19 437 773 | 1.7            | 572        | 100           | 472           | 580                      |                      | 1441       | 4189       | 95         |
| 2001                                                                            | 347 250              | 19 437 773 | 1.8            | 586        | 97            | 489           | 592                      |                      | 1446       | 4215       | 98         |
| 2002                                                                            | 358 390              | 19 437 773 | 1.8            | 570        | 100           | 470           | 628                      |                      | 1790       | 4160       | 104        |
| 2003                                                                            | 361 835              | 20 186 450 | 1.8            | 596        | 94            | 502           | 607                      |                      | 1794       | 4217       | 115        |
| 2004                                                                            | 365 100              | 20 192 840 | 1.8            | 608        | 97            | 511           | 600                      |                      | 1737       | 4238       | 117        |
| 2006                                                                            | 406 182              | 27 557 000 | 1.5            | 1632       | 102           | 1530          | 248                      |                      | 4130       | 6570       | 128        |
| 2012                                                                            | 425 000              | 29 890 000 | 1.4            | 1434       | 124           | 1310          | 296                      | 1                    | 4034       | 7130       | 135        |
| 2015                                                                            | 436 600              | 16 768 000 | 2.6            | 1461       | 129           | 1332          | 298                      | 1                    | 4475       | 7130       | 139        |
| 2018                                                                            | 526 400              | 17 388 540 | 3.0            | 1467       | 135           | 1332          | 358                      |                      | 3203       | 2136       | 122        |
| 2020                                                                            | 392 240              | 17 776 200 | 2.2            | 1473       | 141           | 1332          | 266                      | 1                    | 3172       | 2166       | 126        |
| Fuente: Catholic-Hierarchy, que a su vez toma los datos del Anuario Pontificio. |                      |            |                |            |               |               |                          |                      |            |            |            |

## Episcopologio
- Maurice-Bernard-Benoit-Joseph Despatures, M.E.P. † (13 de febrero de 1940-6 de septiembre de 1942 renunció)
- Thomas Pothacamury (Pothakamuri) † (15 de octubre de 1942-11 de enero de 1968 falleció)
- Duraisamy Simon Lourdusamy † (11 de enero de 1968 por sucesión-30 de abril de 1971 nombrado secretario adjunto de la Congregación para la Evangelización de los Pueblos)
- Packiam Arokiaswamy † (6 de diciembre de 1971-12 de septiembre de 1986 nombrado arzobispo a título personal de Tanjore)
- Alphonsus Mathias (12 de septiembre de 1986-24 de marzo de 1998 renunció)
- Ignatius Paul Pinto † (10 de septiembre de 1998-22 de julio de 2004 retirado)
- Bernard Blasius Moras (22 de julio de 2004-19 de marzo de 2018 retirado)
- Peter Machado, desde el 19 de marzo de 2018